# Nowy cmentarz żydowski w Lublinie
Nowy cmentarz żydowski w Lublinie – cmentarz żydowski znajdujący się w Lublinie, w przy ulicy Walecznych. Zajmuje on powierzchnię 8,6 ha, znajduje się na nim około 50 nagrobków. Zwany nowym dla odróżnienia od starego, ulokowanego na wzgórzu Grodzisko.

## Historia

### Do II wojny światowej
Nowy cmentarz dla lubelskich Żydów został założony w 1828 (lub 1829) roku. Pierwsze pochówki miały na nim miejsce jednak dopiero w latach 30. XIX wieku. W czasach I wojny światowej powstał tam żydowski cmentarz wojenny. W 1918 roku ciała zostały ekshumowane i przeniesione na specjalnie utworzoną nekropolię przy ulicy Unickiej. Pochowano tam około 164 zmarłych.
W 1932 roku cmentarz obejmował około 86 428 metrów kwadratowych. Funkcjonował on także podczas II wojny światowej. W 1940 roku został powiększony o działkę o rozmiarze dwóch hektarów. Miał być miejscem masowych egzekucji oraz miejscem grzebania ofiar getta lubelskiego i więzienia na zamku lubelskim. Pochówki na nim miały miejsce co najmniej do października 1942 roku.
Prawdopodobnie po likwidacji getta na Majdanie Tatarskim Niemcy zdewastowali cmentarz, po którym pozostał jedynie pusty plac, część muru i dwa zniszczone ohele. Użyli macewy do utwardzenia tzw. Czarnej Drogi w obozie koncentracyjnym Majdanek.

### Polska Ludowa
Pierwszy powojenny pochówek miał miejsce 23 listopada 1944 roku. Pochowano wówczas doktora Zygfryda Wienera, docenta UMCS. Według innych relacji pierwszym powojennym pogrzebem był pochówek żydowskiego żołnierza WP, którego odnaleziono martwego w piwnicy przy ulicy Świętoduskiej. W 1945 roku pochowano trzech żołnierzy zmarłych w Szpitalu Okręgowym nr 2 w Lublinie. Prawdopodobnie złożono tam także szczątki Leona Feldhendlera.
15 grudnia 1946 roku odbył się pogrzeb Żydów ekshumowanych z terenu Majdanu Tatarskiego. W 1947 roku pochowano tam 40 ofiar egzekucji w Jakubowicach Murowanych. W marcu 1948 roku miał miejsce pogrzeb dzieci ekshumowanych z terenu żydowskiej ochronki przy ulicy Grodzkiej.
W 1952 roku powierzchnię nekropolii określono na 8,5 hektara. W 1958 roku ekshumowano szczątki rabina Majera Szapiry, które następnie przeniesiono do Jerozolimy. W tym samym roku na cmentarzu miały zostać złożone szczątki ponad 2 tysięcy Żydów ekshumowane z terenu całej Lubelszczyzny. 
W 1960 roku na terenie cmentarza wybuchł pożar, wzniecony najprawdopodobniej przez przekradające się przez parkan dzieci. W latach 60. Kongregacja Wyznaniowa z Lublina prowadziła sprzedaż siana pochodzącego z tego terenu. W 1965 roku na tym obszarze przystąpiono do czynności porządkowych finansowanych przez Wydział Gospodarki Komunalnej i Mieszkaniowej przy Prezydium Miejskiej Rady Narodowej. We wrześniu 1966 roku przeprowadzono inwentaryzację zachowanych nagrobków, których wykazano 68. Ogrodzono również część użytkową cmentarza. 
W 1968 roku pochowano szczątki ekshumowane ze zlikwidowanego cmentarza żydowskiego w Puławach. W latach 1968–1973 nekropolię przecięto obwodnicą miejską. Podczas prac wykopane szczątki ludzkie wyrzucano w pobliskie krzaki, gdzie miały być widoczne przez kilka następnych lat. Na przełomie lat 70. i 80. XX wieku powierzchnię cmentarza określono na 8,6 hektarów, z których wydzielono część czynną o powierzchni 0,528 ha.
W 1981 roku na terenie cmentarza pozostały nieliczne resztki dawnego muru, a część nagrobków była zdewastowana. W latach 80. XX wieku zwracano uwagę na to, że teren ten wykorzystywany był jako miejsce libacji alkoholowych i schadzek. Północna część wykorzystywana była także jako prowizoryczny parking. 

### Od końca lat 80.
9 listopada 1987 roku na terenie cmentarza odsłonięto pomnik Pamięci Ofiar Getta i Zwycięstwa nad Faszyzmem. W lipcu 1990 roku dokonano pochówku szczątków 190 osób odnalezionych w zbiorowej mogile na terenie Majdanu Tatarskiego.
Pod koniec lat 80. nekropolię objęła opieką Fundacja Sary i Manfreda Frenklów. W 1989 roku nastąpiło wpisanie obiektu do rejestru zabytków. W 1993 roku w północnej części cmentarza odsłonięto pomnik, w którego wnętrzu złożono urnę z prochami ofiar z obozu na Majdanku. W 1992 roku odsłonięto także pomnik upamiętniający 190 osób pochowanych dwa lata wcześniej.
Na powierzchni 8,6 ha znajduje się około 50 nagrobków, w tym wiele współczesnych. Wydzielona część jest cały czas czynna i używana przez lubelską gminę żydowską. Na cmentarzu znajduje się otwarta w 1991 roku Izba Pamięci połączona z małą czynną bożnicą.